# 町田昌弘
町田 昌弘（まちだ まさひろ、1975年11月6日 - ）は、日本のギタリスト、音楽プロデューサー、編曲家、作曲家。埼玉県出身。愛称は”まっちぃ”。

## 人物
幼少の頃より家族の影響で矢沢永吉、ビートルズ、ビッグバンドジャズ（グレン・ミラー、ベニー・グッドマン）等の音楽に触れる。
ギタリスト/音楽プロデューサー/編曲家/作曲家として、安藤裕子、レキシ、椎名慶治、Sonar Pocket、中村一義、THE BOOM、やなわらばー、ワンリルキス、THE STAND UP、北出菜奈、トミタ栞など、数多くのアーティストの作品やライブなどで活動している。

## 略歴
中学2年生の時に音楽活動をスタートし、15歳でギターを始める。20歳ごろよりスタジオ・ワーク等の活動をスタート。
1999年、玉田豊夢（Dr / 100s、小谷美紗子Trio）、TOMOTOMO club（Ba / THE BEACHES、THE JERRY LEE PHANTOM）と共に、自身がVo&Gtを務めるバンド「The Pretty Side Movie」を結成（現在は活動休止中）。
2001年、ROCK IN JAPAN FESTIVAL 2001において、シンガーソングライターの中村一義のステージにサポートメンバーとして参加。この時のメンバーと共にバンド「100s」をスタート。中村一義名義でのシングルとアルバムのリリースやライブを行う。
2003年、100sとしての活動と並行して、ソロプロジェクト「キャスバル」としてミニアルバム『キャスバル』をリリース。同年、石野田奈津代、同じ100sのメンバー山口寛雄と玉田豊夢と共にバンド・kiccaを結成。 
2004年、中村一義らとともに本格的に100sとして活動を始める。2009年までに3枚のアルバムを発表しているが、2012年の20121221 -博愛博 2012-への出演を最後に、活動休止状態となっている。
2007年、「町田昌弘」名義でソロアルバム『here, there』をリリース。
2013年より中村一義とのトーク&弾き語りツアー『まちなかオンリー!』を開催。
2014年より中村一義の結成したバンド「海賊」に参加。メンバーは中村一義（Vo）、町田昌弘（Gt）、岡本洋平（Gt, Cho / Hermann H.&The Pacemakers）、平床政治（Gt / Hermann H.&The Pacemakers）、TOMOTOMO club、マシータ（Dr）、ヨースケ@HOME（MC, Cho）。

## ディスコグラフィー

### ソロ作品
|                | 発売日         | タイトル    | 規格 | 規格品番 |
| -------------- | -------------- | ----------- | ---- | -------- |
| キャスバル名義 |                |             |      |          |
| 1st            | 2003年09月18日 | キャスバル  | CD   | HRR-003  |
| 町田昌弘名義   |                |             |      |          |
| 1st            | 2007年06月13日 | here, there | CD   | HRR-015  |

### 100s
- 100sの項目を参照。